# Lucie Charlebois
Pour les articles homonymes, voir Charlebois.
Lucie Charlebois, née le 14 juillet 1959 à Coteau-Station, est une femme d'affaires et femme politique québécoise.
De 2014 à 2018, elle est ministre déléguée à la Réadaptation, à la Protection de la jeunesse, à la Santé publique et aux Saines habitudes de vie dans le gouvernement Couillard.

## Biographie
Lucie Charlebois dirige sa propre entreprise pendant onze ans. Elle est membre de l'Association des gens d'affaires de Soulanges, dont deux ans en tant que présidente.
En 2003, elle est élue députée de la circonscription québécoise de Soulanges pour le Parti libéral du Québec. Elle est réélue aux élections de 2007, 2008, 2012. Lucie Charlebois exerce la fonction de whip adjointe du gouvernement et siège dans plusieurs commissions. Elle exerce la fonction de whip en chef du gouvernement de février 2011 à septembre 2012 et de whip adjointe et porte-parole en matière de tourisme de l'opposition officielle de 2012 à 2014. Réélue à l'élection de 2014, elle est nommée ministre déléguée à la Réadaptation, à la Protection de la jeunesse, à la Santé publique et aux Saines habitudes de vie le 23 avril 2014.
Elle est récipiendaire, en 2005, de la Médaille de l'Assemblée nationale.
En 2017, elle est responsable du dossier de la légalisation du cannabis au Québec. Elle annonce la création de la Société québécoise du cannabis le 16 novembre 2017.
Lors des élections générales québécoises de 2018, elle est défaite par la candidate caquiste Marilyne Picard.
En octobre 2018, elle est nommée chef de cabinet de la whip de l'opposition officielle, Nicole Ménard.

## Résultats électoraux
|                                                                                               | Nom                         | Parti               | Nombre de voix | %      | Maj.  |
| --------------------------------------------------------------------------------------------- | --------------------------- | ------------------- | -------------- | ------ | ----- |
|                                                                                               | Marilyne Picard             | Coalition avenir    | 15 307         | 39,2 % | 2 142 |
|                                                                                               | Lucie Charlebois (sortante) | Libéral             | 13 165         | 33,7 % | -     |
|                                                                                               | Maxime Larue-Bourdages      | Québec solidaire    | 4 508          | 11,6 % | -     |
|                                                                                               | Samuelle D.-Henry           | Parti québécois     | 4 001          | 10,3 % | -     |
|                                                                                               | Bianca Jitaru               | Vert                | 729            | 1,9 %  | -     |
|                                                                                               | Etienne Madelein            | NPD Québec          | 424            | 1,1 %  | -     |
|                                                                                               | Felice Trombino             | Conservateur        | 322            | 0,8 %  | -     |
|                                                                                               | Dominik Prud'homme          | Citoyens au pouvoir | 292            | 0,7 %  | -     |
|                                                                                               | Jean-Patrick Berthiaume     | Bloc pot            | 205            | 0,5 %  | -     |
|                                                                                               | Patrick Marquis             | Équipe autonomiste  | 65             | 0,2 %  | -     |
| Total                                                                                         | Total                       | Total               | 39 018         | 100 %  |       |
| Le taux de participation lors de l'élection était de 70,3 % et 551 bulletins ont été rejetés. |                             |                     |                |        |       |

|                                                                                                 | Nom                         | Parti            | Nombre de voix | %      | Maj.  |
| ----------------------------------------------------------------------------------------------- | --------------------------- | ---------------- | -------------- | ------ | ----- |
|                                                                                                 | Lucie Charlebois (sortante) | Libéral          | 18 925         | 54,4 % | 7 923 |
|                                                                                                 | Marie-Louise Séguin         | Parti québécois  | 11 002         | 31,6 % | -     |
|                                                                                                 | Andrée Bessette             | Québec solidaire | 3 425          | 9,8 %  | -     |
|                                                                                                 | Patricia Domingos           | Parti équitable  | 961            | 2,8 %  | -     |
|                                                                                                 | Patrick Marquis             | Option nationale | 478            | 1,4 %  | -     |
| Total                                                                                           | Total                       | Total            | 34 791         | 100 %  |       |
| Le taux de participation lors de l'élection était de 74,9 % et 1 429 bulletins ont été rejetés. |                             |                  |                |        |       |

|                                                                                             | Nom                         | Parti            | Nombre de voix | %      | Maj.  |
| ------------------------------------------------------------------------------------------- | --------------------------- | ---------------- | -------------- | ------ | ----- |
|                                                                                             | Lucie Charlebois (sortante) | Libéral          | 12 795         | 35 %   | 1 514 |
|                                                                                             | André Bouthillier           | Parti québécois  | 11 281         | 30,9 % | -     |
|                                                                                             | Mario Gagnier               | Coalition avenir | 10 234         | 28 %   | -     |
|                                                                                             | Andrée Bessette             | Québec solidaire | 1 323          | 3,6 %  | -     |
|                                                                                             | Frédéric Roy                | Option nationale | 495            | 1,4 %  | -     |
|                                                                                             | Patricia Domingos           | Indépendant      | 378            | 1 %    | -     |
| Total                                                                                       | Total                       | Total            | 36 506         | 100 %  |       |
| Le taux de participation lors de l'élection était de 79 % et 473 bulletins ont été rejetés. |                             |                  |                |        |       |